# Cosa Nostra (Band)
Cosa Nostra war eine schwedische Punkband aus Mariestad. Sie wurde 1992 von den ehemaligen Asta-Kask-Mitgliedern Bonni "Bonta" Pontén (Gitarre und Gesang) und Magnus "Bjurre" Bjurén (Schlagzeug) gegründet. Zu den Gründungsmitgliedern gehörten ebenfalls Bjurres Bruder Nicke Bjurén (Bass und Gesang) und Micke Dahl (Gitarre). Dahl stieg kurz danach aus, für ihn kam Svein Lister. 1996 ersetzte Peter Andersson von Total Misär Svein Lister und 1998 kam Jens von Carpe Diem für Nicke Bjurén. 2000 löste sich die Band auf. Bonni spielt heute wieder bei Asta Kask.
Cosa Nostra spielen schnellen und melodischen Punkrock, oft mit mehrstimmigem Gesang im Stil von Asta Kask und Radioaktiva Räker.

## Diskografie
- 1992: Rock mot tiden (EP)
- 1993: 1000 dB (Picture-Maxi-Single)
- 1993: Under ytan (Mini-LP/CD)
- 1994: Eldar (CD)
- 1996: Förlåt mor och far ... (CD-Single)
- 1996: Broderskap (CD)
- 1999: Gudfadern (CD)